# Gustaaf De Smet
Gustaaf De Smet (Mariakerke, Gante, 15 de mayo de 1935 - Oostakker, Bélgica; 28 de mayo de 2020) fue un ciclista belga, profesional entre 1957 y 1968. En su palmarés destacan los Cuatro días de Dunkerque de 1965, el Campeonato de Flandes de 1964 y la Kuurne-Bruselas-Kuurne de 1966.

## Palmarés
- 1956
  - 1º en el Tour de Flandes amateur
- 1960
  - 1º en la Copa Sels
- 1961
  - 1º en el Circuito del Centro de Bélgica
- 1962
  - 1º en la Gante-Bruges-Amberes
  - 1º en los Boucles de la Lys
- 1963
  - 1º en el Gran Premio de Denain
  - 1º en el Premio Nacional de Clausura
  - 1º en el Tres Días de Flandes Occidental
- 1964
  - 1º en el Campeonato de Flandes
  - 1º en el Premio Nacional de Clausura
  - 1º en el Circuito de las Regiones Flamencas
- 1965
  - 1º en los Cuatro Días de Dunkerque y vencedor de 3 etapas
  - 1º en el Gran Premio de Denain
- 1966
  - 1º en la Kuurne-Bruselas-Kuurne
  - 1º en la Sint Martens-Lierde
- 1967
  - 1º en el Tres Días de Flandes Occidental
  - 1º en el Gran Premio Flandria-Zedelgem
- 1968
  - 1º en el Circuito de Houtland-Torhout
  - 1º en la Bruselas-Bievene

### Resultados al Tour de Francia
- 1965. Abandona (9.ª etapa)

## Fallecimiento
Falleció a los ochenta y cinco años el 28 de mayo de 2020 en Oostakker.